# 신도가
신도 가(申屠嘉, ? ~ 기원전 155년)는 중국 전한 전기의 관료다. 양나라 사람이며, 승상을 역임했고 고안후(故安侯)에 봉해졌다.

## 생애
힘이 세 궐장노(蹶張路)라는 발로 밟는 노를 다루는 무관인 재관궐장(材官蹶張)을 지내며 고제를 따라 서초패왕 항우와 싸웠다. 영포의 난에서는 1대를 통솔해 종군했고, 도위가 됐다. 혜제 치세에는 회양수를 지냈다.
문제 원년(기원전 179), 이천석의 직위에 있으면서 고제를 따른 신하들을 모두 관내후로 봉하면서, 군수도 이천석급이기 때문에 5백 호를 받았다. 문제 16년(기원전 164)에는 어사대부가 됐다.
승상 장창이 문제와 갈등을 겪다가 관직에서 물러나자, 문제는 효문황후의 아우 두광국이 승상감이라 여겼으나 세상의 이목을 꺼려 승상으로 삼지 않고, 얼마 남지 않은 고제 시절의 대신 중에서 신도가를 승상으로 채용했다. 신도가는 청렴하고 강직해 문에서 사사로이 알현을 받는 것을 금했다. 당시 태중대부 등통이 황제의 총애를 받아 사사로이 화폐를 주조하는 등 지나치게 많은 재물을 가지고 있었으며 조정에서 무례히 굴자, 이를 죄목으로 삼아 불러들였고 참형의 명령을 내렸다. 등통은 계속 사죄했지만 신도가는 듣지 않았는데, 문제는 신도가가 등통을 충분히 꾸짖기를 기다리다 자신의 명령으로 불러들여 등통을 살려 주면서 신도가에게 사과했다.
재임 5년 만에 문제가 죽고 경제가 제위에 올랐다. 경제 2년(기원전 155), 경제는 내사 조조를 좋아했고 조조는 많은 법을 바꿨으며 특히 제후의 영토를 삭감하는 데 열중했다. 신도가는 자신의 의견이 받아들여지지 않자 조조를 싫어했는데, 조조가 동문으로 드나드는 것이 불편해서 남쪽으로 문을 내 태상황 종묘의 담을 허는 사건이 일어났다. 이를 기회로 삼아 경제에게 조조를 주살할 것을 청했으나, 조회에서 경제는 조조의 행동이 죄가 되지 않는다고 정하고 조회를 파했다. 신도가는 조조를 먼저 죽이지 않은 것을 후회하면서 피를 토하고 죽었다. 시호를 절후(節侯)라 했다.